# Lopharcha maurognoma
Lopharcha maurognoma es una especie de polilla de la familia Tortricidae. Se encuentra en las islas D'Entrecasteaux cerca del extremo oriental de Guinea Nueva.